# Kaatlampi
Kaatlampi är en sjö i kommunen S:t Michel i landskapet Södra Savolax i Finland. Arean är 34 hektar och strandlinjen är 4,36 kilometer lång. Sjön  ingår i Vuoksens huvudavrinningsområde.   Den ligger nära S:t Michel och omkring 210 kilometer nordöst om Helsingfors. 